# Acacia rhodophloia
Acacia rhodophloia — вид квіткових рослин з родини бобових. Ареал: Австралія (Північна територія, Південна Австралія, Західна Австралія).

## Середовище
Цей вид росте в скелястих місцевостях у горбистій місцевості або на рівнинах у червоно-коричневих суглинках або суглинистій глині. Може траплятися в дренажних лініях, які знаходяться високо в ландшафті. Може утворювати локалізовані, майже чисті насадження.

## Біоморфологічна характеристика
Це кущ або невелике дерево (1,5–6 метрів), у якого червона або темно-бордова кора відшаровується від стебел вузькими смужками, які згортаються назад. Цвіте спорадично з травня по жовтень або в інший час після значних опадів, утворюючи жовті квітки. Голі стручки від світло-сірого до коричневого кольору плоскі та лінійні, у довжину від 4 до 9 см і вшир від 3 до 6 мм.

## Використання
Корінне населення Пілбара використовувало надзвичайно тверду деревину цієї породи для списів і дерев'яних інструментів.